# 日永 (日蓮正宗)
日永（にちえい、慶安3年（1650年） - 正徳5年2月24日（1715年3月29日））は、日蓮正宗総本山大石寺第24世法主。

## 略歴
- 慶安3年（1650年）、富士上条で誕生。
- 天和3年（1683年）夏、日精、江戸下谷常在寺を日永に付嘱した。12月下旬、日寛、江戸下谷常在寺の日永の室に入る。
- 元禄元年（1688年）9月3日、会津実成寺の住職を務む。
- 元禄5年（1692年）6月7日、23世日啓より法の付嘱を受け、24世日永として登座した。
- 元禄10年（1697年）春、大石寺に経蔵を創建して、明本一切経を納めた。
- 元禄13年（1700年）6月28日、母妙常日浄卒。
- 宝永2年（1705年）6月15日、蓮蔵坊を再興した。
- 宝永3年（1706年）6月15日、大石寺客殿安置の日興筆「御座替本尊」を模刻した。
- 宝永6年（1709年）春、法を25世日宥に付嘱した。
- 正徳元年（1711年）夏、蓮蔵坊に学頭寮を置き、日寛を6代となし御書を講ぜしめた。
- 正徳5年（1715年）2月24日、66歳で死去した。

| 先代 日啓 | 大石寺住職一覧 | 次代 日宥 |